# Carta internacional de les dades obertes
La Carta Internacional de les Dades Obertes és un conjunt de principis i bones pràctiques per a l'alliberament de dades obertes governamentals. La carta va ser formalment adoptada per disset governs de països, estats i ciutats en el Cim Global de l'Aliança per al Govern Obert a Mèxic a l'octubre de 2015. Els signants inclouen els governs de Xile, Guatemala, França, Itàlia, Mèxic, Filipines, Corea del Sud, el Regne Unit i l'Uruguai, les ciutats de Buenos Aires, Minatitlán, Pobla, Veracruz, Montevideo, Reynosa, l'estat de Morelos i Xalapa. Catalunya la va subscriure el 2018.

## Principis
La carta estableix que les dades alliberades per governs han d'ajustar-se a aquests principis:
- Obert per defecte
- Oportú i complet
- Accessible i utilitzable
- Comparable i interoperable
- Per a la millora de la governança i la participació ciutadana
- Per al desenvolupament Inclusiu i Innovació